# Stockard Channing
Pour les articles homonymes, voir Channing.
Stockard Channing, née Susan Williams Stockard le 13 février 1944 à New York, est une actrice américaine.

## Biographie

### Enfance et jeunesse
Elle naît à New York de Lester Napier Stockard et Mary Alice English. Élève de l'école The Madeira School, à McLean en Virginie (États-Unis), elle obtient son diplôme en 1965 au Radcliffe College où elle avait étudié l'histoire et la littérature. Elle décida alors de s'orienter vers la carrière d'actrice, commençant dans le théâtre à Boston, puis à New York et Los Angeles (Californie).

### Carrière
Elle fit ses débuts devant la caméra dans la série télévisée 1, rue Sésame. Après quelques brèves apparitions dans L'Hôpital (1971) et Up the Sandbox (1972), elle joua son premier rôle important dans le film pour la télévision The Girl Most Likely To... (1973). En 1975, elle jouait aux côtés de stars comme Warren Beatty et Jack Nicholson dans La Bonne Fortune de Mike Nichols. En 1978, à 34 ans, elle joue le rôle de l'adolescente Betty Rizzo dans Grease, ou encore la secrétaire déterminée mais sans prétention de Peter Falk dans Le Privé de ces dames (The Cheap Detective) du scénariste Neil Simon. À la suite de ces succès, la chaîne CBS lui offrit le rôle central dans deux sitcoms, Stockard Channing in Just Friends (1979) et The Stockard Channing Show (1980).
Dans les années 1980 et 1990, elle continue de travailler pour la télévision et le cinéma (notamment dans La Brûlure aux côtés de Meryl Streep et de Jack Nicholson). Elle retourne aussi sur les planches, remportant le Tony Award de 1985 pour A Day in the Death of Joe Egg de Peter Nichols. En 1990, elle joue une blatte géante dans Meet the Applegates de Michael Lehmann.
Solide second rôle durant les années 1990, on la voit dans Lunes de fiel, Six degrés de séparation, Smoke, Extravagances, Personnel et confidentiel, Le Club des ex, L'Heure magique (Twilight), Lulu on the Bridge et Les Ensorceleuses. À la fin de cette décennie, elle prête sa voix à Barbara Gordon dans la série télévisée d'animation Batman, la relève, jusqu'à son remplacement par Angie Harmon (New York, police judiciaire) en 2000.
En 1999, elle joue la première dame des États-Unis Abby Bartlet dans la série À la Maison-Blanche. Apparaissant en guest star dans les deux premières saisons, elle s'entendit si bien avec Martin Sheen — Josiah Bartlet, son époux-président dans la série — qu'elle devint l'un des membres permanents de la distribution. Dans la septième et dernière saison, (2005-2006), ses participations diminuent du fait de ses autres engagements sur CBS, en particulier dans la série comique Out of Practice (sur une famille de médecins), avec Henry Winkler et Paula Marshall. Cependant, elle apparaît dans les derniers épisodes de À la Maison Blanche en avril et mai 2006, tandis que Out of Practice n'aura duré qu'une saison.
Au cinéma, entre 2000 et 2005, on la voit notamment dans les films Où le cœur nous mène, 7 jours et une vie, Le Divorce, La Vie et tout le reste, La Main au collier.
La comédienne se fait depuis plus rare sur grand écran.

### Vie familiale
Mariée et divorcée quatre fois, avec Walter Channing (dont elle a gardé le patronyme), Paul Schmidt, David Debin et David Rawle. Depuis 1988, elle est la compagne de Daniel Gillham, rencontré sur le tournage de A Time of Destiny. Ils résident dans le Maine, quand elle ne travaille pas à Los Angeles ou New York. Dans une interview de 2002, Channing disait en souriant de cette relation : « The only one that wasn't a marriage lasts 15 years ! »

## Filmographie

### Cinéma
- 1971 : L'Hôpital (The Hospital) d'Arthur Hiller : Une infirmière
- 1972 : Up the Sandbox d'Irvin Kershner : Judy Stanley
- 1975 : La Bonne Fortune (The Fortune), de Mike Nichols : Freddie
- 1976 : Vol à la tire (Sweet Revenge) de Jerry Schatzberg : Vurrla Kowski
- 1976 : Le Bus en folie (The Big Bus) de James Frawley : Kitty Baxter
- 1978 : Grease de Randal Kleiser : Betty Rizzo
- 1978 : Le Privé de ces dames (The Cheap Detective) de Robert Moore : Bess
- 1979 : The Fish That Saved Pittsburgh de Gilbert Moses : Mona Mondieu
- 1982 : Safari 3000 de Harry Hurwitz : J.J. Dalton
- 1983 : Avis de recherche (Without a Trace) de Stanley R. Jaffe : Jocelyn Norris
- 1986 : La Brûlure (Heartburn) de Mike Nichols : Julie Siegel
- 1986 : The Room Upstairs de Stuart Margolin : Leah Lazenby
- 1986 : The Men's Club de Peter Medak : Nancy
- 1988 : Le Temps du destin (A Time of Destiny) de Gregory Nava : Margaret
- 1989 : Staying Together de Lee Grant : Nancy Trainer
- 1991 : Meet the Applegates (en) de Michael Lehmann : Jane Applegate
- 1991 : Pour le meilleur et pour le rire (Married to It) de Arthur Hiller : Iris Morden
- 1992 : Lunes de fiel (Bitter Moon) de Roman Polanski : Beverly
- 1993 : Six degrés de séparation (Six Degrees of Separation) de Fred Schepisi : Ouisa Kittredge
- 1995 : Smoke de Wayne Wang et Paul Auster : Ruby McNutt
- 1995 : Extravagances (To Wong Foo, Thanks for Everything! Julie Newmar) de Beeban Kidron : Carol Ann
- 1996 : Personnel et confidentiel (Up Close & Personal) de Jon Avnet : Marcia McGrath
- 1996 : Edie & Pen de Matthew Irmas : Penelope « Pen » Chandler
- 1996 : Moll Flanders, ou les mémoires d'une courtisane (Moll Flanders) de Pen Densham : Mme Allworthy
- 1996 : Le Club des ex (The First Wives Club) de Hugh Wilson : Cynthia Swann Griffin
- 1998 : L'Heure magique (Twilight) de Robert Benton : Lieutenant Verna Hollander
- 1998 : Lulu on the Bridge de Paul Auster : L'agent de Celia (Voix)
- 1998 : Les Ensorceleuses (Practical Magic) de Griffin Dunne : Frances Owens (Tante Frances)
- 1999 : The Venice Project de Robert Dornhelm : Chandra Chase
- 2000 : Other Voices de Dan McCormack : Dr Grover
- 2000 : Isn't She Great d'Andrew Bergman : Florence Maybelle
- 2000 : Où le cœur nous mène (Where the Heart Is) de Matt Williams : « Sœur » Thelma Husband
- 2000 : Le Secret de Jane (The Truth About Jane) : Janice
- 2001 : The Business of Strangers de Patrick Stettner : Julie Styron
- 2002 : 7 jours et une vie (Life or Something Like It) de Stephen Herek : Deborah Connors
- 2002 : Derrière la porte rouge (Behind the Red Door) de Matia Karrell : Julia
- 2003 : Bright Young Things de Stephen Fry : Mme Melrose Ape
- 2003 : Le Divorce de James Ivory : Margeeve Walker
- 2003 : La Vie et tout le reste (Anything Else) de Woody Allen : Paula
- 2004 : Home of the Brave de Paola di Florio: La narratrice
- 2005 : Red Mercury de Roy Battersby : Penelope
- 2005 : La Main au collier (Must Love Dogs) de Gary David Goldberg : Dolly
- 2005 : 3 Needles de Thom Fitzgerald : Olive
- 2007 : Sparkle de Tom Hunsinger et Neil Hunter : Sheila
- 2010 : Multiple Sarcasms de Brooks Branch : Pamela
- 2011 : 17th Precinct : Détective Sergent Mira Barkley

### Télévision
- 1969, 1972, 1977 et 1983 : 1, rue Sésame (Sésame Street) (série télévisée) : La victime du mauvais peintre
- 1973 : The Girl Most Likely To...ou La plus belle fille du monde (téléfilm) : Miriam Knight
- 1973 : Love American Style (série télévisée) : Marsha Sue
- 1974 : Médecins d'aujourd'hui (Medical Center) (série télévisée) : Shirley
- 1977 : Lucan (série télévisée) : Mickey MacElwaine
- 1979 : Stockard Channing in Just Friends (série télévisée) : Susan Hughes
- 1979 : Silent victory: the Kitty O'Neil Story (téléfilm) : Kitty O'Neil
- 1980 : The Stockard Channing Show (série télévisée) : Susan Goodenow
- 1987 : Pas mon enfant (Not My Kid) (téléfilm) : Helen Bower
- 1987 : The Room Upstairs (en) (téléfilm) : Leah Lazenby
- 1987 : L'emprise du mal (Echoes in the Darkness) (téléfilm) : Susan Reinert
- 1988 : Tidy Endings (téléfilm) : Marion
- 1989 : Témoin à tuer (Perfect Witness) (téléfilm) : Liz Sapperstein
- 1989 : Trying Times (série télévisée) : Hilda Bundt
- 1992 : Lincoln (téléfilm) : Clara Harris (Voix)
- 1994 : Les Contes d'Avonlea (Road to Avonlea) (série télévisée) : Viola Elliot
- 1994 : David's Mother (en) (téléfilm) : Bea
- 1995 : Mr. Willowby's Christmas Tree de Jon Stone (téléfilm) : Miss Adelaide
- 1996 : Lily Dale (téléfilm) : Corella
- 1996 : Les procureurs (The Prosecutors) (téléfilm) : Ingrid Maynard
- 1996 : Drôle de maman (An Unexpected Family) (téléfilm) : Barbara Whitney
- 1997 : American Masters (série télévisée) : La narratrice
- 1997 : Les Rois du Texas (King of the Hill) (série télévisée) : Mme Holloway
- 1998 : Trop tard pour être mère ?(An Unexpected Life) de David Hugh Jones (téléfilm) : Barbara Whitney
- 1998 : Notre enfant (The Baby Dance) (téléfilm) : Rachel Luckman
- 1999-2000 : Batman, la relève (Batman Beyond) (série télévisée) : Commissaire Barbara Gordon (Voix)
- 1999-2006 : À la Maison-Blanche (The West Wing) (série télévisée) : Abigail « Abby » Bartlet
- 2000 : Le Secret de Jane (The Truth About Jane) de Lee Rose (téléfilm) : Janice, la mère de Jane
- 2001 : Affaires de femmes (A Girl Thing) (téléfilm) : Dr Beth Noonan
- 2002 : Cruelle beauté (Confessions of an Ugly Stepsister) (téléfilm) : Margarethe Fisher Van Den Meer
- 2002 : L'affaire Matthew Shepard (The Matthew Shepard Story) de Roger Spottiswoode (téléfilm) : Judy Shepard
- 2003 : Hitler : la Naissance du mal (Hitler: The Rise of Evil) de Christian Duguay (téléfilm) : Klara Hitler
- 2003 : La Fille de l'homme au piano (The Piano Man's Daughter) de Kevin Sullivan (téléfilm) : Lily Kilworth
- 2004 : Jack (en) (téléfilm) : Anne
- 2005-2006 : Out of Practice (série télévisée) : Lydia Barnes
- 2009 : The Cleveland Show (série télévisée) : Lydia Waterman (Voix)
- 2010 : Une illusion d'amour (Sundays at Tiffany's) (téléfilm) : Vivian
- 2012 : Family Trap (téléfilm) : Barbara
- 2012-2013 : The Good Wife (série télévisée) : Veronica Loy
- 2024 : Knuckles (série télévisée) : Wendy Whipple

## Distinctions
Elle a été récompensée par de nombreux prix, dont :
- Tony Awards de 1985 (Best Performance by a Leading Actress in a Play) pour A Day in the Death of Joe Egg
- People's Choice Awards de 1979 (Favorite Motion Picture Supporting Actress) pour Grease
- CableACE Award de 1989 (Best Actress in a Dramatic or Theatrical Special) pour Tidy Endings
- Emmy Awards de 2002
  - Outstanding Supporting Actress in a Drama Series pour À la Maison-Blanche
  - Outstanding Supporting Actress in a Miniseries or a Movie pour The Matthew Shepard Story
- Screen Actors Guild Award de 2002 (Best Actress in a Television Movie or Miniseries) pour The Matthew Shepard Story.
- Le Golden Gate Award de 2003 au GLAAD (award des gay et lesbiennes contre la diffamation)
- London Film Critics Circle Award (ALFS) de 2003 (Actress of the Year) pour The Business of Strangers
- Daytime Emmy Award de 2005 (Outstanding Performer in a Children/Youth/Family Special) pour Jack